# Carl Kempe
Pour les articles homonymes, voir Kempe.
Johan Carl Kempe, né le 8 décembre 1884 à Stockholm et mort le 8 juillet 1967 à Enköping, est un chef de entreprise et joueur de tennis suédois, médaillé d'argent aux Jeux olympiques d'été de 1912 à Stockholm.

## Biographie
Issu d'une famille d'industriel suédois, Carl Kempe est le fils de Frans Kempe (1847-1924) et petit-fils de Johan Carl Kempe (1799-1872). Il a étudié à l'école secondaire Norra latinläroverket à Stockholm ainsi qu'a l'Université d'Uppsala entre 1903 et 1905. Il travaille pour l'entreprise familiale de pâtes et papiers « Mo och Domsjö AB » dès 1906 puis succède à son père en tant que directeur en 1917. Bien que l'entreprise ait conservé les caractéristiques d'un producteur de bois de charpente traditionnel, Carl Kempe a été, par le biais d'importants investissements en recherche et développement, le principal responsable de sa transformation en une industrie chimique moderne.
Pratiquant le tennis à l'université, il s'est illustré lors des Jeux olympiques d'été de 1912 en décrochant une médaille d'argent en double messieurs avec Gunnar Setterwall, après avoir écarté deux paires britanniques.

## Palmarès (partiel)

### Finale en double messieurs
| No | Date       | Nom et lieu du tournoi          | Catégorie     | Surface        | Vainqueurs                    | Partenaire        | Score                |          |
| -- | ---------- | ------------------------------- | ------------- | -------------- | ----------------------------- | ----------------- | -------------------- | -------- |
| 1  | 05-05-1912 | Jeux olympiques d'été Stockholm | J. olympiques | Parquet (int.) | Maurice Germot · André Gobert | Gunnar Setterwall | 4-6, 14-12, 6-2, 6-4 | Parcours |